# 第六代斯特德布鲁克伯爵基思·劳斯
罗伯特·基思·劳斯，斯特德布鲁克第六代伯爵（英語：Robert Keith Rous, 6th Earl of Stradbroke，1937年3月25日—？），是一位英国贵族。他大部分时间都生活在澳大利亚，他在那成为一个拥有维多利亚州南部大约15,000英亩土地的绵羊农场主。他于1983年7月至1999年11月期间成为英国上议院的一名议员，但很少参加会议。
威廉·基思·劳斯是第四代伯爵的弟弟，他的第一任妻子帕梅拉·凯瑟琳·马贝尔·凯-沙特尔沃思是第一代沙特爾沃思男爵烏特雷德·凱伊-沙特爾沃思的孙女，也是第四代男爵的妹妹，他在哈罗学校接受教育。 
约1957年，劳斯移居澳大利亚，以逃离家庭和他父亲与叔叔之间的争执。他通过土地投机致富。 他选择在维多利亚州定居可能是因为他的祖父第三代斯特德布鲁克伯爵乔治·劳斯曾担任该州州长。 他的叔叔第四代斯特德布鲁克伯爵约翰·劳斯从1948年到1978年担任萨福克郡中尉。 
1983年7月14日，他的父亲继承了他的兄长第四代斯特德布鲁克伯爵的爵位，年轻的劳斯正式被称为邓威奇子爵；但四天后，他的父亲也去世了，他成为了斯特德布鲁克伯爵。除了继承爵位、男爵爵位和上议院的席位外，他还继承了他叔叔在萨福克郡的亨纳姆公园，占地3500英亩，其中大约有50栋房屋和小屋，尽管他的叔叔在1953年拆除了这个家族的旧宅亨纳姆厅。1953 年。然而，这份遗产导致了英国一场漫长的法律斗争。 
第四伯爵的女婿称斯特德布鲁克为“恶意的骗子”，此前他曾称亨纳姆庄园“在数十年的管理不善之后非常卑微”。这导致了一场诽谤诉讼，斯特德布鲁克获得了 40,000 英镑的赔偿金。在审判期间，这位来自澳大利亚的新伯爵出现在小报上，他戴着一顶丛林帽，并在评论中加入了诸如“公平公正”之类的措辞。但是他建造新乡间别墅的计划被拒绝了，所以斯特德布鲁克在一个帐篷里安家，后来又搬进了一个两居室的小屋。九年来，他在澳大利亚和英国两地生活。
到了2000年，斯特拉德布鲁克回到了澳大利亚，在澳大利亚维多利亚州莫特莱克附近的邓多内尔的芬斯山庄牧场生活，这是一个将近15000英亩的绵羊农场，拥有一个建于1880年代的8间卧室的庄园。
2015年，斯特拉布鲁克宣布他要出售他的芬斯山庄。一份报纸报道评论说，这个地产是有名的，它的所有者“有点臭名昭著”。后来报告称，销售价格约为3400万澳元。
他仍然拥有位于萨福克郡的亨纳姆公园庄园，并对其进行了开发。

## 个人生活
1960 年 9 月 3 日，斯特拉布鲁克与托马斯·爱德华·贝弗利的女儿唐· 安东尼特·贝弗利结婚。他们于 1976 年离婚，育有七个孩子： 
- 罗伯特·基思·劳斯，邓维奇子爵（1961 年出生）
- 英格丽·阿内尔·劳斯夫人 (1963)
- 索菲亚·雷纳·劳斯夫人 (1964)
- 海蒂·西蒙妮·劳斯夫人 (1966)
- 帕梅拉·克里·劳斯夫人 (1968)
- 布丽吉特·艾琳娜·劳斯夫人 (1970)
- 韦斯利·亚历山大·劳斯 (1972)

于1977年第二次结婚，娶了罗瑟安娜·玛丽·布兰切·莱特曼，她是弗朗西斯·莱特曼和苏珊·黛安娜·玛丽·弗农的女儿，他们育有八个孩子： 
- 赫克托·弗雷泽·劳斯 (1978)
- 泽亚夫人凯瑟琳娜劳斯 (1979)
- 马克西米利安·奥托·罗斯 (1981)
- 亨纳姆·莫布雷·劳斯 (1983)
- 温斯顿·沃尔伯斯维克·劳斯 (1986)
- 明丝米尔夫人玛蒂尔达·劳斯 (1988)
- 约克斯福德·尤利西斯·乌鲁鲁·劳斯 (1989)
- 拉姆萨尔菲安斯劳斯 (1992)

斯特拉德布鲁克有一个弟弟在英国军队任职，后来成为冷溪卫队的团长威廉·劳斯爵士中将。 